# گراز زگیل‌دار بیابانی
گراز زگیل‌دار بیابانی (نام علمی: Phacochoerus aethiopicus) نام یک گونه از سرده زگیل‌داران است.